# Железничка станица Тамиш
Железничка станица Тамиш у Панчеву, подигнута је крајем 19. века и представља непокретно културно добро као споменик културе.
Железничка станица Тамиш саграђена је према типском пројекту за објекте ове намене. Основа је правоугана са избаченим улазним делом у облику ризалита који завршава двоводним кровом. Спољни изглед је остао очуван. Улична фасада је хоризонтално рашчлањена венцем у висини сокла и међуспратним венцем. Изнад отвора су постављени декоративни луци са завршцем у средини. У нивоу тавана на ризалиту је у средини већи кружни отвор оивичен вештачким каменом. 
Фасада према перону нема ризалита, али је кров на средини формиран тако да потенцира централни део објекта. У приземљу се налази низ врата која одговарају просторијама везаним за рад на перону. На спрату је низ прозора исто обрађених. Зидана је опеком, масивно са архитравним конструкцијама и дрвеном кровном конструкцијом покривеном црепом. Бочне фасаде су једноставне, са мало отвора и зидном масом без декорације. 
Објекат представља амбијенталну вредност града од већег значаја са историјским и техничким вредностима, с обзиром да се железнички саобраћај некада одвијао уз реку и доприносио напретку града.